# Frankenmuth (Míchigan)
Frankenmuth es una ciudad ubicada en el condado de Saginaw en el estado estadounidense de Míchigan. En el Censo de 2010 tenía una población de 4944 habitantes y una densidad poblacional de 626,89 personas por km².

## Geografía
Frankenmuth se encuentra ubicada en las coordenadas 43°19′58″N 83°44′21″O / 43.33278, -83.73917. Según la Oficina del Censo de los Estados Unidos, Frankenmuth tiene una superficie total de 7.89 km², de la cual 7.75 km² corresponden a tierra firme y (1.67%) 0.13 km² es agua.

## Demografía
Según el censo de 2010, había 4944 personas residiendo en Frankenmuth. La densidad de población era de 626,89 hab./km². De los 4944 habitantes, Frankenmuth estaba compuesto por el 97.41% blancos, el 0.55% eran afroamericanos, el 0.18% eran amerindios, el 0.83% eran asiáticos, el 0.02% eran isleños del Pacífico, el 0.36% eran de otras etnias y el 0.65% pertenecían a dos o más etnias. Del total de la población el 1.9% eran hispanos o latinos de cualquier grupo étnico. 